# Period (遺伝子)
Period (per) はキイロショウジョウバエのX染色体に位置する遺伝子のひとつで、時計遺伝子として働いている。per 遺伝子の転写、また協働するPERタンパク質発現レベルの振動はおよそ24時間の周期を持っており、ショウジョウバエの羽化や運動性の概日リズムを司る生物時計の分子機構で、この遺伝子とタンパク質は中心的な役割を担っている。per 遺伝子の変異としては、概日リズムの周期が短くなる perS 、長くなる perL 、そして完全に狂ってしまう per0 が知られている。2017年のノーベル生理学・医学賞は、この遺伝子をクローニングしたジェフリー・ホール、マイケル・ロスバッシュ、マイケル・W・ヤングの3氏に贈られた。

## 発見
period 遺伝子と3つの遺伝子変異 (perS, perL, and per0) は、1971年にメタンスルホン酸エチル (EMS)突然変異誘発により、ロナルド・コノプカとシーモア・ベンザーが発見したものである。3つの遺伝子変異はそれぞれ補完するものとして見つけられ、このことからどの変異も同じ1遺伝子によって引き起こされていることが結論付けられた。ショウジョウバエの羽化や運動性に関する概日リズムを変化させる変異 (perS / perL) の発見から、per 遺伝子は出力系ではなく、生物時計の仕組みそのものに関与していることが分かった。period遺伝子は、1984年にマイケル・ロスバッシュらのチームによってシークエンスされた。1998年には、per 遺伝子から、非転写領域にある1イントロンのスプライシングの有無により、PERタンパク質をコードする2種類のmRNAが転写されることが報告された。

## 遺伝子の働き

### 概日時計
ショウジョウバエにおいて、per mRNAの発現レベルは約24時間周期で振動しており、主観的夜早くにピークを迎える。per 遺伝子産物のPERタンパク質もおよそ24時間の周期で振動しており、permRNAレベルのピークから遅れて、主観的夜の中間付近で最高値となる。PERタンパク質が増加すると、per遺伝子転写へのフィードバック抑制が亢進し、それに従ってタンパク質量も減少する。しかし、PERタンパク質は直接DNAに結合できないため、per遺伝子自身の転写を直接制御できない。代わりにPERタンパク質は、遺伝子の亢進因子を抑制することでフィードバック抑制効果を発揮する。per mRNAから翻訳された後、PERタンパク質はTimeless遺伝子産物のTIMとダイマーを作り、核移行して、per、tim、CLOCK/CYCLEヘテロダイマーの転写因子を抑制する。CLOCK/CYCLE複合体はE-boxなどのエンハンサー領域に結合し、per や tim の転写促進因子として働く。このため CLK/CYC の抑制は per・tim mRNA量の低下に繋がり、結果としてPER・TIM両タンパク質も減少する。また、光感受性タンパク質のクリプトクロム (CRY) が、光を浴びている時にTIMを抑制していることが分かっている。TIMがPERと結合していない時には、Doubletime遺伝子産物のDBTがPERをリン酸化し、分解の方向へ進める。
哺乳類においても、転写・翻訳に対する類似のネガティブ・フィードバック機構が確認されている。ショウジョウバエの per に相当するホモログ遺伝子は哺乳類に、3種類存在し (PER1, PER2, and PER3) 、これらはPASドメインを使ってクリプトクロムタンパク質2種類 (CRY1 / CRY2) のどちらかとダイマーを作り、クロックの抑制物質となる。PER/CRY複合体はCK-1ε（カゼインキナーゼ1 ε）でリン酸化された上で核に移行し、CLK/BMAL1ヘテロダイマーを抑制する（CLK/BMAL1ヘテロダイマーは、3種の per と2種の cry のプロモーターに対するE-boxに、塩基性ヘリックス・ループ・ヘリックス(bHLH)型DNA結合ドメインを介して結合する）。
哺乳類の period 1・period 2 遺伝子は、光刺激で概日時計が補正される仕組み (Entrainment (chronobiology)) の鍵を握る。この仕組みは光やグルタミン酸放出で起こるフェーズシフトに mPer1 が必須であることを示した論文により、1999年に初報告された (Akiyama et al.)。2年後、Albrecht et al. の論文で、mPer1に変異があると深夜の光刺激 (ZT22) に対して概日時計を進めることができず、mPer2に変異があると夜早くの光刺激 (ZT14) で概日時計を遅らせることができないと示され、1999年の報告に対する遺伝学的な裏付けができた。この結果により、mPer1とmPer2は、日常環境での光刺激により、概日時計を日々調整する作業に必須であることが示された。
per は生物時計の出力経路の調節にもいくつか関与しており、ミューテーションやノックアウト実験によって、繁殖行動、酸化ストレス反応への関与が明らかにされている。
キイロショウジョウバエには、緯度に依存する自然なThr-Glyリピートのバリエーションが存在する。南ヨーロッパでは17回リピートが、北ヨーロッパでは20回リピートが優位である。

### 概日リズム以外
概日リズム以外にも、per はいくつかの機能を持っている。
哺乳類のperiod 2 遺伝子は、マウスの腫瘍発育で重要な役割を持つ。mPer2ノックアウトマウスでは、腫瘍発育の増加、アポトーシスの減少がどちらも著しくなる。これはmPer2が日内変動により、サイクリン（サイクリンD1、サイクリンA）、Mdm2、Gadd45などの細胞周期調節遺伝子の抑制解除に働くため、またサーカディアン・レギュレーターによりE-boxを通じて制御されているc-Mycの抑制解除に働くためと考えられている。加えて、mPer2のノックアウトマウスではガンマ線照射・腫瘍発育への感受性が増加し、ｍPer2がDNA修復機構の調節を通じて腫瘍発育に関係していることが示唆される。この結果から、概日リズムで制御されている、細胞周期やDNA修復機構に関わる遺伝子群は、in vivoで腫瘍発育に影響していることが考えられる。
per はキイロショウジョウバエの長期記憶形成に必要十分であることが分かっている。per 遺伝子に変異があると長期記憶の形成に欠陥が見られるが、この状況は per 導入遺伝子の挿入や、per 遺伝子の過剰発現で改善する。この反応は、timless、dClock、cycle など他の時計遺伝子の変異では見られず、研究からは per 発現細胞を通じたシナプス伝達が長期記憶回復に必要なのではないかと示唆されている。
per にはショウジョウバエの寿命を延ばす効果もあり、老化への影響が考えられている。一方でこの報告は、他の研究グループで再現実験に成功しておらず、現在も議論を呼んでいる。
マウスでは、per2 とアルコール摂取傾向との関係が報告されている。アルコール消費量は自由継続リズムの短縮に繋がる。per1・per2に対するアルコール依存症の影響は、アルコール性のうつ傾向、個体のアルコール依存症再発傾向とも関係がある。

## 哺乳類でのperホモログ遺伝子
哺乳類では、PER1・PER2・PER3という3種のPERファミリー遺伝子が知られている。哺乳類の分子時計は、ショウジョウバエで見つかった per 遺伝子産物のホモログである。CLOCKのホモログはヒトにも存在するが、ショウジョウバエのCYCはBMAL1に置換されている。クリプトクロム (CRY) にはCRY1・CRY2という2種のヒトホモログがある。コンピューター・モデルはジャン＝クリストフ・ルルウ（仏: Jean-Christophe Leloup）とアダム・ゴールドビーター（英: Adam Goldbeter）により作られ、per 遺伝子とPERタンパク質を含んだ遺伝子・タンパク質間のフィードバック回路がシミュレートされた。
| period homolog 1 (Drosophila) | period homolog 1 (Drosophila) |
| 識別子                        | 識別子                        |
| ----------------------------- | ----------------------------- |
| 略号                          | PER1                          |
| Entrez                        | 5187                          |
| HUGO                          | 8845                          |
| OMIM                          | 602260                        |
| RefSeq                        | NM_002616                     |
| UniProt                       | O15534                        |
| 他のデータ                    |                               |
| 遺伝子座                      | Chr. 17 p12                   |
| テンプレートを表示            |                               |

| period homolog 2 (Drosophila) | period homolog 2 (Drosophila) |
| 識別子                        | 識別子                        |
| ----------------------------- | ----------------------------- |
| 略号                          | PER2                          |
| Entrez                        | 8864                          |
| HUGO                          | 8846                          |
| OMIM                          | 603426                        |
| RefSeq                        | NM_003894                     |
| UniProt                       | O15055                        |
| 他のデータ                    |                               |
| 遺伝子座                      | Chr. 2 q37.3                  |
| テンプレートを表示            |                               |

| period homolog 3 (Drosophila) | period homolog 3 (Drosophila) |
| 識別子                        | 識別子                        |
| ----------------------------- | ----------------------------- |
| 略号                          | PER3                          |
| Entrez                        | 8863                          |
| HUGO                          | 8847                          |
| OMIM                          | 603427                        |
| RefSeq                        | NM_016831                     |
| UniProt                       | P56645                        |
| 他のデータ                    |                               |
| 遺伝子座                      | Chr. 1 p36.23                 |
| テンプレートを表示            |                               |

ヒトでのホモログは、シークエンス・アミノ酸配列の点でショウジョウバエの per 配列を引き継いでおり、またショウジョウバエの遺伝子と同じPASドメインや核局在化配列を持っている。ヒトのタンパク質は、視交叉上核やその外側領域で周期的に発現を繰り返している。また、ショウジョウバエのPERは細胞質と細胞核を行き来するのに対し、哺乳類のPERは局在箇所の違う複数種があり、mPer1が主に核に局在するのに対し、mPer2は細胞質に局在する。

### 臨床的重要性
家族性睡眠相前進症候群は、mPer2 遺伝子の変異と関連していることが知られている。有病者は概日リズムの周期が短く、睡眠相が4時間ほど前進しており、夜早く（19時頃）眠りに就いて、朝早く（4時頃）目覚めてしまう。2006年には、ドイツの研究室で、有病者の変異PER2には、あるリン酸化残基が存在することが発見された。治療には光療法が使われることがあり、明るい光を患者に当てて、概日時計のフェーズを変えることが試みられている。